# (196807) Beshore
(196807) Beshore est un astéroïde de la ceinture principale.

## Description
(196807) Beshore est un astéroïde de la ceinture principale. Il futdécouvert le 26 septembre 2003 à l'Observatoire Junk Bond par David Healy. Il présente une orbite caractérisée par un demi-grand axe de 3,03 UA, une excentricité de 0,09 et une inclinaison de 11,0° par rapport à l'écliptique.

## Compléments